# Ga Quán Hành
Ga Quán Hành là một nhà ga xe lửa tại huyện Nghi Lộc, tỉnh Nghệ An. Nhà ga là một điểm của đường sắt Bắc Nam và nối với ga Nghi Long với ga Vinh. Lý trình: 308+210.
Trước đây tuyến có kết nối với tuyến đường sắt đi cảng Cửa Lò nhưng đã bị tháo dỡ

## Các tuyến
- Đường sắt Bắc Nam